# Trophée NHK 2000
Navigation
Édition précédente Édition suivante
Le Trophée NHK (en anglais : NHK Trophy) est une compétition internationale de patinage artistique qui se déroule au Japon au cours de l'automne. Il accueille des patineurs amateurs de niveau senior dans quatre catégories: simple messieurs, simple dames, couple artistique et danse sur glace.
Le vingt-deuxième Trophée NHK est organisé du 30 novembre au 3 décembre 2000 à la Taisetsu Ice Arena de Asahikawa. Il est la sixième compétition du Grand Prix ISU senior de la saison 2000/2001.

## Résultats

### Messieurs
| Rang    | Nom               | Pays        | Points | Prog. court | Prog. libre |
| ------- | ----------------- | ----------- | ------ | ----------- | ----------- |
| 1       | Evgeni Plushenko  | Russie      | 1.5    | 1           | 1           |
| 2       | Ilia Klimkin      | Russie      | 4.0    | 2           | 3           |
| 3       | Li Chengjiang     | Chine       | 4.5    | 5           | 2           |
| 4       | Takeshi Honda     | Japon       | 7.5    | 7           | 4           |
| 5       | Dmytro Dmytrenko  | Ukraine     | 8.0    | 6           | 5           |
| 6       | Andrejs Vlascenko | Allemagne   | 8.0    | 4           | 6           |
| 7       | Ben Ferreira      | Canada      | 9.5    | 3           | 8           |
| 8       | Anthony Liu       | Australie   | 11.5   | 9           | 7           |
| 9       | Yamato Tamura     | Japon       | 15.0   | 12          | 9           |
| 10      | Roman Skorniakov  | Ouzbékistan | 15.0   | 10          | 10          |
| 11      | Trifun Živanović  | États-Unis  | 15.0   | 8           | 11          |
| 12      | Laurent Tobel     | France      | 17.5   | 11          | 12          |
| Forfait | Elvis Stojko      | Canada      |        |             |             |

### Dames
| Rang    | Nom              | Pays        | Points | Prog. court | Prog. libre |
| ------- | ---------------- | ----------- | ------ | ----------- | ----------- |
| 1       | Irina Sloutskaïa | Russie      | 1.5    | 1           | 1           |
| 2       | Maria Butyrskaya | Russie      | 3.0    | 2           | 2           |
| 3       | Tatiana Malinina | Ouzbékistan | 5.0    | 4           | 3           |
| 4       | Angela Nikodinov | États-Unis  | 6.5    | 5           | 4           |
| 5       | Fumie Suguri     | Japon       | 6.5    | 3           | 5           |
| 6       | Jennifer Kirk    | États-Unis  | 9.0    | 6           | 6           |
| 7       | Júlia Sebestyén  | Hongrie     | 10.5   | 7           | 7           |
| 8       | Yoshie Onda      | Japon       | 12.5   | 9           | 8           |
| 9       | Alisa Drei       | Finlande    | 13.0   | 8           | 9           |
| Forfait | Michelle Currie  | Canada      |        |             |             |

### Couples
| Rang    | Nom                                     | Pays        | Points | Prog. court | Prog. libre |
| ------- | --------------------------------------- | ----------- | ------ | ----------- | ----------- |
| 1       | Shen Xue / Zhao Hongbo                  | Chine       | 2.0    | 2           | 1           |
| 2       | Sarah Abitbol / Stéphane Bernadis       | France      | 3.5    | 3           | 2           |
| 3       | Maria Petrova / Aleksey Tikhonov        | Russie      | 3.5    | 1           | 3           |
| 4       | Pang Qing / Tong Jian                   | Chine       | 6.0    | 4           | 4           |
| 5       | Jacinthe Larivière / Lenny Faustino     | Canada      | 8.0    | 6           | 5           |
| 6       | Danielle Hartsell / Steve Hartsell      | États-Unis  | 8.5    | 5           | 6           |
| 7       | Viktoria Shliakhova / Grigori Petrovski | Russie      | 10.5   | 7           | 7           |
| Forfait | Inga Rodionova / Andrei Kroukov         | Azerbaïdjan |        |             |             |

### Danse sur glace
| Rang | Nom                                   | Pays       | Points | Danse imposée | Danse originale | Danse libre |
| ---- | ------------------------------------- | ---------- | ------ | ------------- | --------------- | ----------- |
| 1    | Marina Anissina / Gwendal Peizerat    | France     | 2.0    | 1             | 1               | 1           |
| 2    | Margarita Drobiazko / Povilas Vanagas | Lituanie   | 4.0    | 2             | 2               | 2           |
| 3    | Kati Winkler / René Lohse             | Allemagne  | 6.0    | 3             | 3               | 3           |
| 4    | Olena Hrushyna / Ruslan Honcharov     | Ukraine    | 8.0    | 4             | 4               | 4           |
| 5    | Sylwia Nowak / Sebastian Kolasiński   | Pologne    | 10.6   | 5             | 6               | 5           |
| 6    | Tatiana Navka / Roman Kostomarov      | Russie     | 11.4   | 6             | 5               | 6           |
| 7    | Debbie Koegel / Oleg Fediukov         | États-Unis | 15.0   | 8             | 8               | 7           |
| 8    | Chantal Lefebvre / Justin Lanning     | Canada     | 16.0   | 9             | 9               | 7           |
| 9    | Natalia Romaniuta / Daniil Barantsev  | Russie     | 16.0   | 7             | 7               | 9           |
| 10   | Nakako Tsuzuki / Rinat Farkhoutdinov  | Japon      | 20.0   | 10            | 10              | 10          |
| 11   | Nelly Gourvest / Cedric Pernet        | France     | 22.0   | 11            | 11              | 11          |
| 12   | Nozomi Watanabe / Akiyuki Kido        | Japon      | 24.0   | 12            | 12              | 12          |

## Sources
- (en) Résultats du Trophée NHK 2000 sur le site de l'International Skating Union
- (en) Résultats du Trophée NHK 2000
- Patinage Magazine N°75 (Décembre 2000-Janvier 2001)